# 費雪冰川
費雪冰川（英語：Fisher Glacier）是南極洲的冰川，是蘭伯特冰川的西面支流，全長約160公里，流經孟席斯山和魯賓山，該冰川由澳大利亞的探險隊發現，以首席地質學家命名。
73°15′S 66°0′E / 73.250°S 66.000°E